# Округ Френклин (Небраска)
Округ Френклин (енгл. Franklin County) је округ у америчкој савезној држави Небраска.

## Демографија
По попису из 2010. године број становника је 3.225, што је 349 (-9,8%) становника мање него 2000. године.
| Група             | 2000.         | 2010.         |
| Белци             | 3.527 (98,7%) | 3.145 (97,5%) |
| Афроамериканци    | 0 (0,0%)      | 2 (0,1%)      |
| Азијати           | 2 (0,1%)      | 3 (0,1%)      |
| Хиспаноамериканци | 23 (0,6%)     | 33 (1,0%)     |
| Укупно            | 3.574         | 3.225         |